# José Garcés Aniñir
José Garcés Aniñir (Contulmo, Provincia de Arauco, Región del Bío-Bío, 1 de enero de 1998) es un futbolista chileno.

## Trayectoria
Garcés llegó desde Contulmo a O'Higgins integrándose a las divisiones menores del club celeste. A principios de 2016 el técnico Cristián Arán lo incluye en el primer equipo. Debuta en primera división en un partido por décima quinta fecha del Torneo Apertura 2016 en un partido contra Santiago Wanderers ingresando por Gonzalo Barriga, partido que finalizó 4-0 en favor de los celestes y fue disputado en el Estadio El Teniente de Rancagua.

## Estadísticas
| Club                    | Div.       | Temporada  | Liga  | Liga  | Copas nacionales | Copas nacionales | Torneos internacionales | Torneos internacionales | Total | Total |
| Club                    | Div.       | Temporada  | Part. | Goles | Part.            | Goles            | Part.                   | Goles                   | Part. | Goles |
| ----------------------- | ---------- | ---------- | ----- | ----- | ---------------- | ---------------- | ----------------------- | ----------------------- | ----- | ----- |
| O'Higgins · Chile       | 1.ª        | 2016-17    | 2     | 0     | —                | —                | —                       | —                       | 2     | 0     |
| O'Higgins · Chile       | Total club | Total club | 2     | 0     | 0                | 0                | 0                       | 0                       | 2     | 0     |
| Unión La Calera · Chile | 1.ª        | 2018       | 2     | 0     | 1                | 0                | —                       | —                       | 3     | 0     |
| Unión La Calera · Chile | Total club | Total club | 2     | 0     | 1                | 0                | 0                       | 0                       | 3     | 0     |
| Ñublense · Chile        | 2.ª        | 2018       | 2     | 0     | —                | —                | —                       | —                       | 2     | 0     |
| Ñublense · Chile        | Total club | Total club | 2     | 0     | 0                | 0                | 0                       | 0                       | 2     | 0     |
| Lautaro de Buin · Chile | 3.ª        | 2019       | 11    | 0     | 1                | 0                | —                       | —                       | 12    | 0     |
| Lautaro de Buin · Chile | Total club | Total club | 11    | 0     | 1                | 0                | 0                       | 0                       | 12    | 0     |
| Total club              | Total club | Total club | 17    | 0     | 2                | 0                | 0                       | 0                       | 19    | 0     |
| 1. 2.                   |            |            |       |       |                  |                  |                         |                         |       |       |